# Ametista (color)
L'ametista és el color, de tonalitat violeta, característic del mineral ametista. És el color d'alguns productes (vasos, ampolletes de perfum...) de vidre del període Art Déco.
Una mostra del color ametista: